# The Legend of Zelda: The Wind Waker
The Legend of Zelda: The Wind Waker (укр. Легенда про Зельду: Вітрогін) — відеогра в жанрі action-adventure з серії The Legend of Zelda, розроблена і випущена компанією Nintendo для консолі Nintendo GameCube. Гра вийшла в 2002 році в Японії і в 2003 році в Північній Америці і Європі. Графічно виконана з технологією cel-shading. Дія гри розгортається через 100 років після подій, описаних в The Legend of Zelda: Ocarina of Time. Ідеологічно гра розвиває концепцію Ocarina Of Time, надаючи гравцю цілісний світ, безліч унікальних героїв і ще більше свободи дії. У цій частині Лінк подорожує затопленим світом Хайрул з метою врятувати принцесу Зельду і зупинити Ганона. Гра здобула визнання ігрової громадськості та отримала високі оцінки в пресі. Так The Wind Waker стала найкращою грою 2003 року на думку сайту GameSpot.